# Rao Shushi
Rao Shushi (chinois simplifié : 饶漱石 ; chinois traditionnel : 饒漱石 ; pinyin : Ráo Shùshí ; 1903-1975) était un homme politique de la République populaire de Chine.